# توکوناگا ۷۱۶۰
سیارک ۷۱۶۰ (به انگلیسی: 7160 Tokunaga، نامگذاری:1981UQ29) ، هفت هزار و صد و شصتمین سیارک کشف شده‌است که در ۲۴ اکتبر ۱۹۸۱ کشف شد.
قدر مطلق سیارک برابر ۲۸.۲ است.